# Whirlwind (альбом Лэйни Уилсон)
Whirlwind — пятый студийный альбом американской кантри-певицы Лэйни Уилсон, изданный 23 августа 2024 года на лейбле BBR Music Group. Лид-синглом альбома стала песня «Hang Tight Honey». Делюкс-переиздание выйдет 22 августа 2025 года.
Альбом номинирован на премию «Лучший кантри-альбом» на 67-й церемонии вручения наград Грэмми.

## История
Уилсон стала соавтором всех 14 треков на Whirlwind. Из-за своего плотного графика Уилсон сказала, что при написании песен для Whirlwind она сосредоточилась на «качестве, а не количестве», что отличалось от ее прошлых проектов. Она написала несколько песен с The Heart Wranglers, коллективом авторов песен, в который вошли она сама, Транни Андерсон и Даллас Уилсон, а также новые соавторы, такие как Джон Дечиус. Альбом включает совместную работу с Мирандой Ламберт над песней «Good Horses», которую они написали вместе с Люком Диком на ферме Ламберт в мае 2023 года, и представили ее на совместном выступлении в Лас-Вегасе перед релизом.
Название и дата выхода альбома были объявлены 9 мая 2024 года, а треклист последовал в июне. Свой третий студийный альбом для BBR Music Group Уилсон вновь привлекла к продюсированию Джея Джойса, хотя на этот раз певица привлекла к записи свою гастрольную группу, а не студийных музыкантов. В связи с анонсом альбома Уилсон появилась на обложке Billboard, премьера трейлера к ее эксклюзивному документальному фильму Lainey Wilson: Bell Bottom Country на Hulu и новость о том, что она откроет бар Bell Bottoms Up в Нэшвилле.
«Hang Tight Honey» был выпущен 20 мая 2024 года в качестве лид-сингла альбома. «Country’s Cool Again», «4x4xU» и «Good Horses» были выпущены перед альбомом в качестве промо-синглов. «4x4xU» был объявлен одновременно с выходом альбома в качестве второго сингла на кантри-радио и появился 3 сентября 2024 года. Это была самая добавляемая песня формата после выхода, получившая 65 добавлений в первую неделю.
Уилсон отправилась в хедлайнерский тур Country’s Cool Again Tour 31 мая 2024 года в поддержку альбома. Она также исполнила несколько треков с альбома на NPR в рамках серии Tiny Desk 27 августа 2024 года.
Делюкс-переиздание Whirlwind выйдет 22 августа 2025 года, через год после первоначальной даты релиза альбома. Песня «Somewhere Over Laredo» была выпущена как сингл для радиоэфира 27 мая 2025 года и стала третьим синглом альбома.

## Награды и номинации
Альбом получил номинацию на Грэмми-2025 в категории Лучший кантри-альбом.

### Grammy Awards
| Организация   | Год  | Категория            | Результат | Ссылка |
| ------------- | ---- | -------------------- | --------- | ------ |
| Grammy Awards | 2025 | Лучший кантри-альбом | Номинация | [ 12 ] |

### Итоговые годовые списки
| Публикация       | Ранг | Список                             |
| ---------------- | ---- | ---------------------------------- |
| Billboard        | 2    | The 10 Best Country Albums of 2024 |
| Rolling Stone    | 8    | The 30 Best Country Albums of 2024 |
| Taste of Country | 5    | The 10 Best Country Albums of 2024 |

## Список композиций
| №                   | Название                                    | Автор(ы)                                               | Длительность |
| ------------------- | ------------------------------------------- | ------------------------------------------------------ | ------------ |
| 1.                  | «Keep Up with Jones»                        | Лэйни Уилсон Josh Kear Wyatt McCubbin                  | 3:47         |
| 2.                  | «Country's Cool Again»                      | Л. Уилсон Trannie Anderson Aslan Freeman Dallas Wilson | 3:38         |
| 3.                  | «Good Horses» (при участии Миранды Ламберт) | Л. Уилсон Luke Dick Миранда Ламберт                    | 3:57         |
| 4.                  | «Broken Hearts Still Beat»                  | Л. Уилсон Blake Pendergrass Josh Thompson D. Wilson    | 2:48         |
| 5.                  | «Whirlwind»                                 | Л. Уилсон Anderson D. Wilson                           | 4:00         |
| 6.                  | «Call a Cowboy»                             | Л. Уилсон Anderson D. Wilson                           | 3:47         |
| 7.                  | «Hang Tight Honey»                          | Л. Уилсон Jason Nix Paul Sikes Driver Williams         | 3:09         |
| 8.                  | «Bar in Baton Rouge»                        | Л. Уилсон Anderson Kasey Tyndall Jason Nix             | 5:07         |
| 9.                  | «Counting Chickens»                         | Л. Уилсон Anderson Jon Decious Kear D. Wilson          | 3:34         |
| 10.                 | «4x4xU»                                     | Л. Уилсон Decious Aaron Raitiere                       | 3:59         |
| 11.                 | «Ring Finger»                               | Л. Уилсон Decious Marti Dodson Raitiere                | 3:39         |
| 12.                 | «Middle of It»                              | Л. Уилсон Anderson D. Wilson                           | 3:26         |
| 13.                 | «Devil Don't Go There»                      | Л. Уилсон Abram Dean Joe Fox Lance Miller              | 3:30         |
| 14.                 | «Whiskey Colored Crayon»                    | Л. Уилсон Kear McCubbin                                | 3:26         |
| Общая длительность: | Общая длительность:                         | Общая длительность:                                    | 51:47        |

| №                   | Название                    | Автор(ы)                     | Длительность |
| ------------------- | --------------------------- | ---------------------------- | ------------ |
| 15.                 | «Where the Sun Don't Shine» | Л. Уилсон Anderson D. Wilson | 3:31         |
| Общая длительность: | Общая длительность:         | Общая длительность:          | 55:18        |

## Чарты

### Еженедельные чарты
| Чарт (2024)                                  | Высшая позиция |
| -------------------------------------------- | -------------- |
| Австралия (ARIA)                             | 19             |
| Австралия Country Albums (ARIA)              | 3              |
| Канада (Canadian Albums Chart)               | 19             |
| Шотландия (Scottish Albums Chart)            | 3              |
| Швейцария (Schweizer Hitparade)              | 25             |
| Великобритания (UK Albums Chart)             | 13             |
| Великобритания (UK Country Albums Chart)     | 1              |
| Великобритания (UK Independent Albums Chart) | 2              |
| США (Billboard 200)                          | 8              |
| США (Billboard Independent Albums)           | 1              |
| США (Billboard Top Country Albums)           | 3              |